# WNT16
WNT16 (англ. Wnt family member 16) – білок, який кодується однойменним геном, розташованим у людей на короткому плечі 7-ї хромосоми. Довжина поліпептидного ланцюга білка становить 365 амінокислот, а молекулярна маса — 40 690.
| 10         |  | 20         |  | 30         |  | 40         |  | 50         |
| ---------- |  | ---------- |  | ---------- |  | ---------- |  | ---------- |
| MDRAALLGLA |  | RLCALWAALL |  | VLFPYGAQGN |  | WMWLGIASFG |  | VPEKLGCANL |
| PLNSRQKELC |  | KRKPYLLPSI |  | REGARLGIQE |  | CGSQFRHERW |  | NCMITAAATT |
| APMGASPLFG |  | YELSSGTKET |  | AFIYAVMAAG |  | LVHSVTRSCS |  | AGNMTECSCD |
| TTLQNGGSAS |  | EGWHWGGCSD |  | DVQYGMWFSR |  | KFLDFPIGNT |  | TGKENKVLLA |
| MNLHNNEAGR |  | QAVAKLMSVD |  | CRCHGVSGSC |  | AVKTCWKTMS |  | SFEKIGHLLK |
| DKYENSIQIS |  | DKTKRKMRRR |  | EKDQRKIPIH |  | KDDLLYVNKS |  | PNYCVEDKKL |
| GIPGTQGREC |  | NRTSEGADGC |  | NLLCCGRGYN |  | THVVRHVERC |  | ECKFIWCCYV |
| RCRRCESMTD |  | VHTCK      |  |            |  |            |  |            |

A: Аланін

C: Цистеїн

D: Аспарагінова кислота

E: Глутамінова кислота

F: Фенілаланін

G: Гліцин

H: Гістидин

I: Ізолейцин

K: Лізин

L: Лейцин

M: Метіонін

N: Аспарагін

P: Пролін

Q: Глутамін

R: Аргінін

S: Серин

T: Треонін

V: Валін

W: Триптофан

Кодований геном білок за функцією належить до білків розвитку. 
Задіяний у таких біологічних процесах, як сигнальний шлях Wnt, альтернативний сплайсинг. 
Локалізований у позаклітинному матриксі.
Також секретований назовні.